# German Darts Masters
| German Darts Masters | German Darts Masters    |
| -------------------- | ----------------------- |
| Sportart             | Darts                   |
| Organisator          | PDC                     |
| Turnierart           | Ranglistenturnier       |
| Austragungsort       | wechselnd               |
| Austragungszeitraum  | April/März              |
| Rekordsieger         | Michael van Gerwen (3×) |
| Letzter Sieger       | Michael van Gerwen      |
| Letzte Austragung    | 2017                    |

Das German Darts Masters war ein Turnier auf der European Tour im Dartsport, welche im Rahmen der Pro Tour durchgeführt wurde. Es wurde von 2012 bis 2017 alljährlich von der Professional Darts Corporation organisiert und fiel 2018 aus dem Programm der European Darts Tour 2018.
In der Vergangenheit waren das Maritim Hotel in Berlin (im Jahr 2014) und der Glaspalast in Sindelfingen (in den Jahren 2012 und 2013) Austragungsort des Turniers. 2015 und 2016 fand das Turnier im Ballhausforum in Unterschleißheim. 2017 machte das German Darts Masters in der Sparkassen-Arena von Jena Station. 
Der amtierende Titelträger ist der Niederländer Michael van Gerwen, der im Jahr 2017 das Finale gegen Jelle Klaasen mit 6:2-legs gewinnen konnte.

## Format
Das Turnier wird im K.-o.-System im Spielmodus best of legs gespielt.
Jedes leg wird im 501-double-out-Modus gespielt. Das bedeutet, dass der jeweilige Spieler jedes leg nur gewinnen kann, wenn er seine 501 Punkte mit einem abschließenden Wurf auf ein Doppelfeld auf exakt 0 Punkte bringt.
In den ersten beiden Turnierjahren (2012 und 2013) traten 64 Teilnehmer an. Seit dem Jahr 2014 treten 48 Spieler an, die ungesetzten 32 Spieler müssen sich in einer Vorrunde für die Finalrunde qualifizieren.

## Preisgeld
Das beim Turnier erspielte Preisgeld wird bei der Berechnung der Order of Merit berücksichtigt.
Es stieg für den Gewinner kontinuierlich an. Für das Teilnehmerfeld ab dem Achtelfinale verteilte es sich wie folgt:

## Finalergebnisse
| Jahr | Austragungsort                  | Sieger             | Ergebnis | Finalist           | Preisgeld  | Preisgeld |
| Jahr | Austragungsort                  | Sieger             | Ergebnis | Finalist           | Gesamt     | Sieger    |
| ---- | ------------------------------- | ------------------ | -------- | ------------------ | ---------- | --------- |
| 2012 | Glaspalast, Sindelfingen        | Adrian Lewis       | 6 : 3    | Ian White          | 0£ 82.100  | 0£ 15.000 |
| 2013 | Glaspalast, Sindelfingen        | Steve Beaton       | 6 : 5    | Mervyn King        | 0£ 100.000 | 0£ 20.000 |
| 2014 | Maritim Hotel, Berlin           | Phil Taylor        | 6 : 4    | Michael van Gerwen | 0£ 100.000 | 0£ 20.000 |
| 2015 | Ballhausforum, Unterschleißheim | Michael van Gerwen | 6 : 5    | John Henderson     | 0£ 115.000 | 0£ 25.000 |
| 2016 | Ballhausforum, Unterschleißheim | Michael van Gerwen | 6 : 4    | Peter Wright       | 0£ 115.000 | 0£ 25.000 |
| 2017 | Sparkassen-Arena, Jena          | Michael van Gerwen | 6 : 2    | Jelle Klaasen      | 0£ 135.000 | 0£ 25.000 |